# Müllenbach, Cochem-Zell
Müllenbach là một đô thị thuộc huyện Cochem-Zell, bang Rheinland-Pfalz, Đức. Đô thị này có diện tích 4,27 ki-lô-mét vuông.